# Billy Knight
William R. Knight, detto Billy (Braddock, 9 giugno 1952), è un ex cestista, allenatore di pallacanestro e dirigente sportivo statunitense, professionista nella ABA, nella NBA e in Francia.

## Carriera
Venne selezionato dai Los Angeles Lakers al secondo giro del Draft NBA 1974 (21ª scelta assoluta).

## Statistiche
| * | Primo nella lega |
| * | Record           |

### ABA-NBA

#### Regular Season
| Anno            | Squadra              | PG  | PT  | MP   | TC%  | 3P%   | TL%  | RP   | AP  | PRP | SP  | PP   |
| --------------- | -------------------- | --- | --- | ---- | ---- | ----- | ---- | ---- | --- | --- | --- | ---- |
| 1974-1975       | Indiana Pacers (ABA) | 80  |     | 32,0 | 53,4 | 25,0  | 79,9 | 7,9  | 2,1 | 1,4 | 0,4 | 17,1 |
| 1975-1976       | Indiana Pacers (ABA) | 70  |     | 39,6 | 49,4 | 40,0  | 82,8 | 10,1 | 3,7 | 1,3 | 0,3 | 28,1 |
| 1976-1977       | Indiana Pacers (NBA) | 78  |     | 40,0 | 49,3 |       | 81,6 | 7,5  | 3,3 | 1,5 | 0,2 | 26,6 |
| 1977-1978       | Buffalo Braves       | 53  |     | 40,7 | 49,4 |       | 80,9 | 7,2  | 3,0 | 1,5 | 0,2 | 22,9 |
| 1978-1979       | Boston Celtics       | 40  |     | 28,0 | 50,2 |       | 80,8 | 4,3  | 1,7 | 0,8 | 0,1 | 13,9 |
| 1978-1979       | Indiana Pacers       | 39  |     | 25,0 | 55,6 |       | 87,3 | 4,5  | 2,2 | 0,8 | 0,1 | 14,7 |
| 1979-1980       | Indiana Pacers       | 75  |     | 25,5 | 53,3 | 26,7  | 80,9 | 4,8  | 2,1 | 1,1 | 0,1 | 13,1 |
| 1980-1981       | Indiana Pacers       | 82  |     | 29,1 | 53,3 | 15,8  | 83,2 | 5,0  | 1,9 | 1,0 | 0,1 | 17,5 |
| 1981-1982       | Indiana Pacers       | 81  | 19  | 22,3 | 49,5 | 28,1  | 82,6 | 3,2  | 1,5 | 0,8 | 0,2 | 12,3 |
| 1982-1983       | Indiana Pacers       | 80  | 54  | 28,3 | 52,0 | 15,8  | 84,1 | 4,1  | 2,4 | 0,8 | 0,1 | 17,1 |
| 1983-1984       | K.C. Kings           | 75  | 39  | 25,1 | 49,1 | 28,6  | 85,9 | 3,4  | 2,1 | 0,7 | 0,1 | 12,8 |
| 1984-1985       | K.C. Kings           | 16  | 0   | 11,8 | 44,9 | 100,0 | 81,3 | 1,4  | 1,3 | 0,1 | 0,1 | 4,8  |
| 1984-1985       | San Antonio Spurs    | 52  | 1   | 11,8 | 43,9 | 41,7  | 89,5 | 1,8  | 1,1 | 0,3 | 0,0 | 6,0  |
| Carriera ABA    | Carriera ABA         | 150 |     | 35,6 | 51,0 | 32,3  | 81,8 | 8,9  | 2,8 | 1,4 | 0,3 | 22,3 |
| Carriera NBA    | Carriera NBA         | 671 | 113 | 27,4 | 50,6 |       | 83,0 | 4,5  | 2,1 | 0,9 | 0,1 | 15,7 |
| Carriera Totale | Carriera Totale      | 821 |     | 28,9 | 50,7 | 35,8  | 82,7 | 5,3  | 2,3 | 1,0 | 0,2 | 16,9 |

#### Massimi in carriera
Regular Season
- Massimo di punti in ABA: 46 vs San Antonio Spurs (3 febbraio 1976)
- Massimo di punti in NBA: 52 vs San Antonio Spurs (11 novembre 1980)
- Massimo di rimbalzi in ABA: 20 vs New York Nets (8 febbraio 1976)
- Massimo di rimbalzi in NBA: 16 (2 volte)
- Massimo di assist in ABA: 9 vs Virginia Squires (16 marzo 1975)
- Massimo di assist in NBA: 9 (3 volte)
- Massimo di palle rubate in ABA: 4 vs San Antonio Spurs (24 gennaio 1975)*
- Massimo di palle rubate in NBA: 7 vs Denver Nuggets (25 gennaio 1978)
- Massimo di stoppate in ABA: 2 vs San Antonio Spurs (24 gennaio 1975)*
- Massimo di stoppate in NBA: 4 vs Atlanta Hawks (24 ottobre 1980)

(* tenendo conto dei dati ABA al momento disponibili)

#### Play-off
| Anno            | Squadra              | PG  | PT | MP   | TC%   | 3P% | TL%   | RP   | AP  | PRP | SP  | PP   |
| --------------- | -------------------- | --- | -- | ---- | ----- | --- | ----- | ---- | --- | --- | --- | ---- |
| 1975            | Indiana Pacers (ABA) | 18* |    | 42,4 | 56,8  | 0,0 | 84,5  | 8,9  | 2,4 | 0,9 | 0,1 | 24,1 |
| 1976            | Indiana Pacers (ABA) | 3   |    | 47,7 | 55,4  | 0,0 | 86,4  | 10,7 | 4,0 | 0,7 | 0,0 | 33,7 |
| 1981            | Indiana Pacers (NBA) | 2   |    | 35,5 | 53,3  |     | 62,5  | 6,0  | 2,5 | 0,5 | 0,0 | 18,5 |
| 1984            | K.C. Kings           | 3   |    | 12,3 | 33,3  |     | 100,0 | 1,0  | 0,7 | 0,0 | 0,0 | 6,0  |
| 1985            | San Antonio Spurs    | 5   | 0  | 9,0  | 53,3  | 0,0 |       | 1,2  | 0,6 | 0,4 | 0,0 | 3,2  |
| Carriera ABA    | Carriera ABA         | 21  |    | 43,1 | 56,5* | 0,0 | 84,9  | 9,1  | 2,6 | 0,9 | 0,0 | 25,5 |
| Carriera NBA    | Carriera NBA         | 10  |    | 15,3 | 46,4  | 0,0 | 70,0  | 2,1  | 1,0 | 0,3 | 0,0 | 7,1  |
| Carriera Totale | Carriera Totale      | 31  |    | 34,2 | 55,0  | 0,0 | 83,7  | 6,9  | 2,1 | 0,7 | 0,0 | 19,5 |

#### Massimi in carriera
Play-off
- Massimo di punti in ABA: 44 vs Denver Nuggets (22 aprile 1975)
- Massimo di punti in NBA: 25 vs Philadelphia 76ers (31 marzo 1981)
- Massimo di rimbalzi in ABA: 13 vs Denver Nuggets (20 aprile 1975)
- Massimo di rimbalzi in NBA: 7 vs Philadelphia 76ers (31 marzo 1981)
- Massimo di assist in ABA: 8 vs Denver Nuggets (25 aprile 1975)
- Massimo di assist in NBA: 4 vs Philadelphia 76ers (2 aprile 1981)
- Massimo di palle rubate in ABA: 2 (2 volte)*
- Massimo di palle rubate in NBA: 1 (3 volte)
- Massimo di stoppate in ABA: 0*
- Massimo di stoppate in NBA: 0

(* tenendo conto dei dati ABA al momento disponibili)

## Palmarès

### Giocatore
- NCAA AP All-America Second Team (1974)
- ABA All-Rookie Team (1975)
- All-ABA Team: 1

First Team: 1976
- ABA All-Star Game: 1

1976
- NBA All-Star Game: 1

1977
- Miglior tiratore di sempre in ABA nella percentuale di tiri dal campo nei Playoff (56,5%)
- Trentatreesimo miglior giocatore per palle rubate di sempre ABA
- Ottantasettesimo miglior marcatore di sempre ABA